# 록스타 런던
록스타 런던(영어: Rockstar London)은 록스타 게임스의 스튜디오 중 하나로, 잉글랜드 런던에 위치하고 있다.

## 개발한 게임
- 맨헌트 2
- 맥스 페인 3
- 그랜드 테프트 오토 V
- 레드 데드 리뎀션 2